# رایان جیمو
رایان جیمو (انگلیسی: Ryan Jimmo; ۲۷ نوامبر ۱۹۸۱ – ۲۶ ژوئن ۲۰۱۶) ورزشکار هنرهای رزمی ترکیبی و کاراته‌کا اهل کانادا بود.